# Bryoptera leucophaes
Bryoptera leucophaes là một loài bướm đêm trong họ Geometridae.